# Indian Intercourse Act

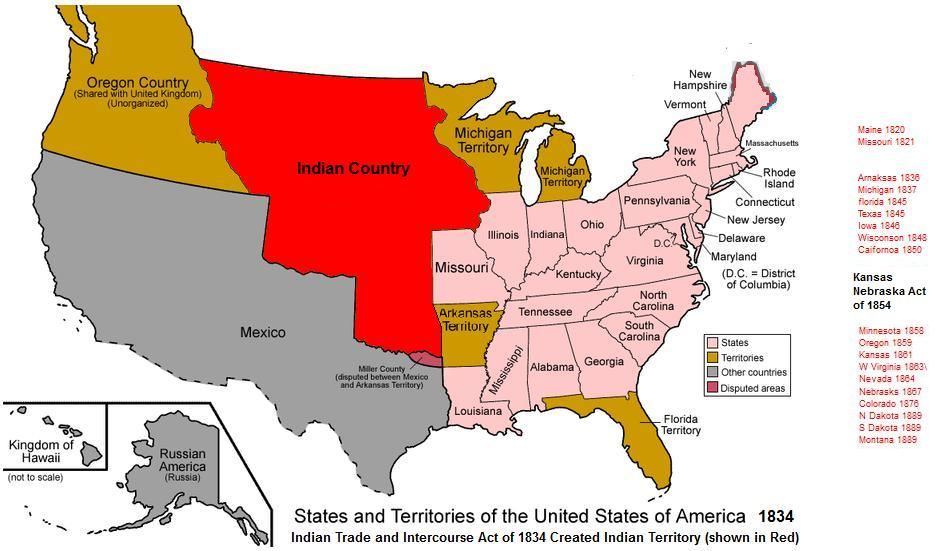
En rojo, territorio indio según la Intercourse Act de 1834

Los Indian Intercourse Acts fueron varias leyes aprobadas por el Congreso de los Estados Unidos que regulaban el comercio entre los Amerindios y los no-Indios y restringían el desplazamiento de los no-Indios por tierras Indias. La primera de estas actas, Un Acta para Regular el Intercambio y las Relaciones con las Tribus Indias, fue aprobada el 22 de julio de 1790. Las actas generalmente expiraban y eran renovadas cada dos años hasta el 30 de marzo de 1802, cuando se aprobó un acta permanente. El 20 de junio de 1834, el Congreso aprobó el Acta de Relaciones Indias definitiva. Además de regular las relaciones entre los amerindios que vivían en territorios indios y los no-Indios, este último acta identificaba un área conocida como el "País Indio" ("Indian Country"). Este lugar se describió como "...toda la parte de Estados Unidos al Oeste del Misisipi que no está dentro de los estados de Misuri y Luisiana, o el territorio de Arkansas..." Este es el territorio que terminó conociéndose como Territorio Indio
- Datos: Q7049434